# 13753 Jennivirta
13753 Jennivirta eller 1998 SY59 är en asteroid i huvudbältet som upptäcktes den 17 september 1998 av LONEOS vid Anderson Mesa Station. Den är uppkallad efter Jenni V. Virtanen.
Den tillhör asteroidgruppen Hygiea.